# 柏寧頓國際
柏寧頓國際集團有限公司，簡稱柏寧頓國際集團，以及柏寧頓國際（英語：Burlingame International Company Limited，港交所除牌時0202.HK），在1992年透過萬年置業有限公司而換取在香港交易所主板上市。當時由夜總會大王鄧崇光兄弟創立。
業務當時經營餐飲、物業及股票投資，曾把成功分拆旗下環球飲食文化集團有限公司（耀萊集團有限公司前身，港交所：0970）在香港交易所主板上市。但由於受到過度擴充，再加上財政嚴重問題，於是被香港高等法院勒令清盤。
而在2000年，已被國中控股有限公司進行重組業務，直至8月31日取代上市。

## 連結
- Interchina.com （页面存档备份，存于）
- Interchina.com.hk （页面存档备份，存于）